# Nalewajków
Nalewajków – wieś w Polsce położona w województwie świętokrzyskim, w powiecie koneckim, w gminie Radoszyce.
W latach 1975–1998 miejscowość administracyjnie należała do województwa kieleckiego.
| SIMC    | Nazwa | Rodzaj    |
| ------- | ----- | --------- |
| 0264897 | Wieża | część wsi |

Wierni Kościoła rzymskokatolickiego należą do parafii NMP Królowej Świata w Węgrzynie.

## Historia
Według lustracji z roku 1765 wieś wymieniona w składzie starostwa niegrodowego radoszyckiego.  W r. 1771 posiadał je Józef Czartoryski, stolnik Wielkiego Księstwa Litewskiego, opłacając z niego  kwarty złotych polskich 1495 i groszy 22 zaś hyberny 1940 złotych polskich. 
Na sejmie w r. 1773-75 stany Rzeczypospolitej nadały te  narodowe dobra w posiadanie emfiteutyczne Małachowskiemu, referendarzowi koronnemu łącznie ze starostwem radzickiem.
W wieku XIX Naliwajków (obecny Nalewajków) opisano jako wieś włościańską w powiecie koneckim, gminie  Grodzisko, parafii Radoszyce, odległe od Końskich  wiorst 20. W roku  1883 Naliwajki posiadały 31 domów  201 mieszkańców z ziemią 309 mórg.
Według spisu z 1827 roku było tu 13 domów i  85 mieszkańców.